# Sint-Pietersbandenkerk (Beringen)

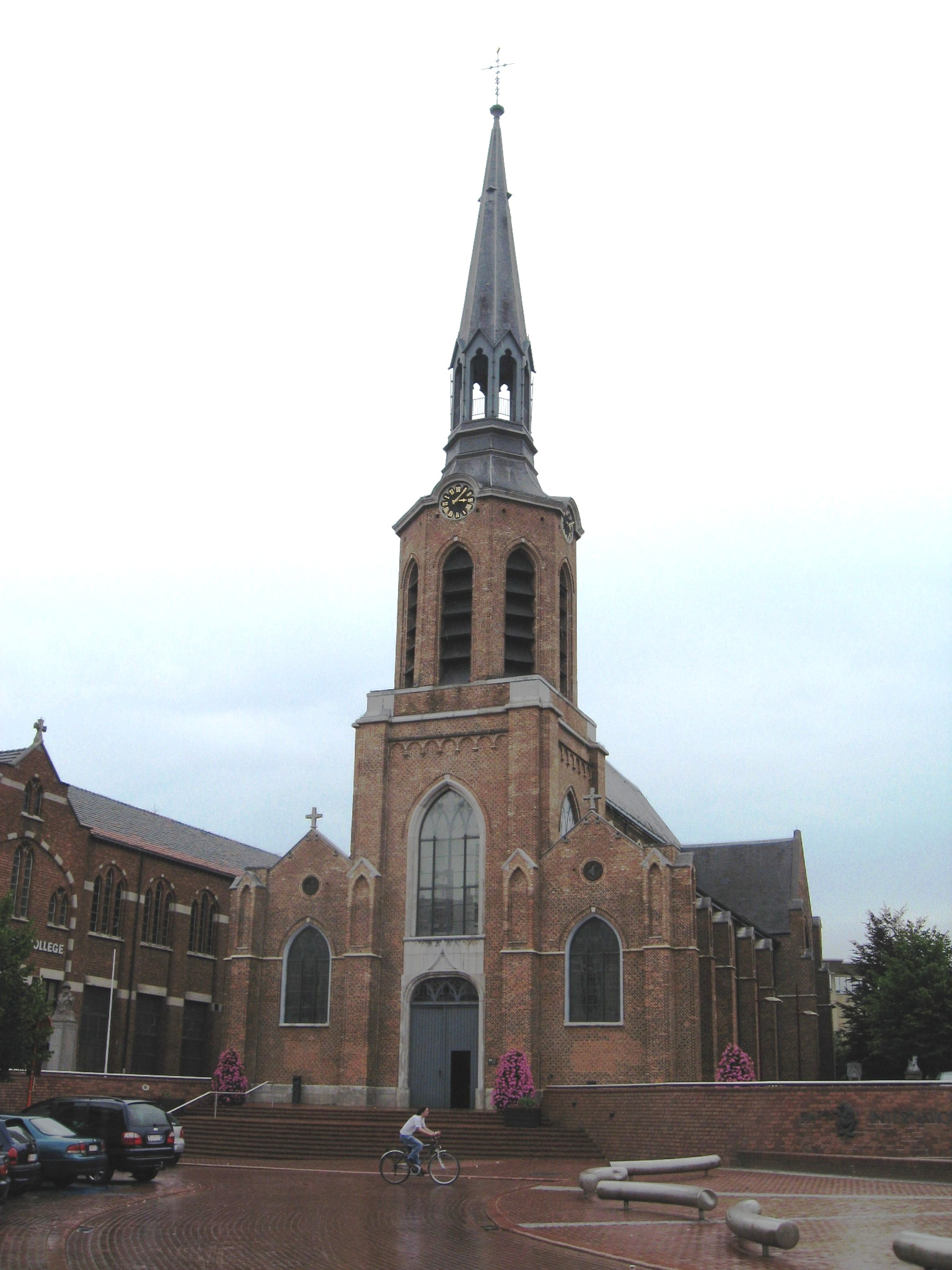
De Sint-Pietersbandenkerk te Beringen-Centrum

De Sint-Pietersbandenkerk is een kerk deels in laatgotische, deels in neogotische stijl met een rijk barok interieur gelegen aan Markt 6 in Beringen.  Het is de parochiekerk van Beringen centrum en de dekenale kerk van het dekenaat Beringen.  Het koor, schip en kruisbeuk zijn beschermd sinds 1949 en de neogotische gedeelten sinds 1993.

## Geschiedenis
De kerk is een basilicale kruiskerk met ingebouwde westelijke toren. De oorspronkelijke kerk werd verwoest in 1467 door Bourgondische troepen. Een nieuwe kerk werd opgebouw, die in 1584, tijdens de Tachtigjarige Oorlog, door brand geteisterd werd.  De kerk werd in 1592 hersteld. In 1654 werd de kerk opnieuw verwoest, nu door Lotharingse troepen.
Resten van ijzerzandsteen in de huidige kerk zijn afkomstig van de in late Demergotiek uitgevoerde voorganger. De kruisbeuk, de sacristieën en het koor zijn nog 16e-eeuws. De kerk werd heropgebouwd en deken Adriaen Wuestenraed speelde daarin een grote rol. In 1695 waren kerk en interieur gereed. Het interieur werd in barokstijl uitgevoerd.
In 1838 stortte de kerktoren in en leden de middenbeuk en de zijbeuken zware schade.  Van 1842-1844 volgde wederopbouw. De zijbeuken werden hersteld in neogotische stijl en er kwam een nieuwe westtoren met een opvallende, ranke spits. In 1998 begon opnieuw een restauratie van het gebouw en interieur.

## Interieur
Het koorgestoelte, enkele altaren, een serie biechtstoelen die in de lambrisering waren ingebouwd, het oksaal met bijbehorende orgelkast, engelenfiguren in onder andere het kerkportaal en diverse reliekkasten zijn vervaardigd door de Hasseltse beeldhouwer Daniël van Vlierden, veelal in samenwerking met  de meubelmaker Tillman Janssens.  Drie van de vier biechtstoelen in de kerk kunnen met zekerheid aan Van Vlierden worden toegeschreven, op grond van de stilistische overeenkomsten met de biechtstoelen die hij omstreeks 1700 voor de Dominicanenkerk in Maastricht vervaardigde (nu in de Sint-Servaasbasiliek aldaar). De gelaatsuitdrukkingen en de opstelling van de figuren wijzen in de richting van de Hasseltse beeldhouwer. Eén biechtstoel in het noordertransept is, gezien de grote overeenkomst met een ontwerptekening van Artus Quellinus de Jonge, waarschijnlijk naar diens ontwerp uitgevoerd, ofwel door hemzelf, ofwel door Van Vlierden. Het Heilig Graf van Christus in de noordbeuk van de kerk kan eveneens met grote zekerheid aan Van Vlierden worden toegeschreven. Het hoogaltaar vertoont bepaalde uitbeeldingswijzen die op de hand van Daniël van Vlierden wijzen, maar kan niet met zekerheid aan hem toegeschreven worden. De uitvoering van de preekstoel is zeker het werk van een ander, minder bekwaam beeldhouwer.
De communiebank en een deel van het koorgestoelte werden door Laurens Vandenreyt (of Vandereyt) vervaardigd, alles eind 17e eeuw.  Jan Rutten uit Sint-Truiden voltooide het koorgestoelte na de dood van Laurens Vandenreyt.  Het barok hoofdaltaar bevat een geschilderde voorstelling van Christus aan het kruis toegeschreven aan de Antwerpse schilder Erasmus Quellinus II.
De zijaltaren zijn portiekaltaren en bevatten de barokke schilderijen Hemelvaart en kroning van Maria en Kruisvinding, beide van Anton Goubau.
Het doksaal is neogotisch. Het orgel werd in 1853 vervaardigd door Henri Vermeersch van Duffel en is het grootste Vermeersch orgel in België. Het werd in 2013 grondig hersteld. Voorts zijn er diverse heiligenbeelden uit omstreeks 1700: Sint-Pieter, Sint-Antonius-Abt, Sint-Sebastiaan, Sint-Anna met Maria, en Sint-Jozef met Kind.
In het koor liggen 17e- en 18e-eeuwse grafstenen waaronder die van Adriaen Wuestenraed. Voorts is er een piëta uit de 15e eeuw, en zijn er 16e-eeuwse beelden van Sint-Genoveva en Sint-Rochus, die uit de Smeetskapel aan de Broekhovenstraat afkomstig zijn.
De 16e-eeuwse sacristie bevat 17e-eeuws meubilair en er is onder meer een Luikse kelk uit 1528.
De kruisweg uit 1912, werd vervaardigd door Gustave Meunier. De glasramen, eind 20e eeuw, zijn moderne creaties en tonen personen en heiligen die betrekking hebben op de geschiedenis van de kerk.